# Beerahalli, Siruguppa
Beerahalli là một làng thuộc tehsil Siruguppa, huyện Bellary, bang Karnataka, Ấn Độ.